# Droga wojewódzka nr 243
Droga wojewódzka nr 243 (DW243) – droga wojewódzka w województwie kujawsko-pomorskim o długości 27 km. Arteria łączy miasto Mrocza z Koronowem. Droga biegnie przez tereny dwóch powiatów: nakielskiego i bydgoskiego. 
Droga  ta o mocno pofałdowanej nawierzchni asfaltowej  i wąskiej jezdni  obfituje  we  wzniesienia i zakręty, bardzo malowniczo przebiega przez  pola i miejscowości. 

## Miejscowości przy trasie
- Mrocza
- Drzewianowo
- Krąpiewo
- Wierzchucin Królewski
- Byszewo
- Salno
- Więzowno
- Koronowo